# القوات الجوية الأميرية القطرية
القوات الجوية القطرية هي الذراع الجوية للقوات المسلحة لدولة قطر.

## التاريخ
تم تشكيل القوات الجوية القطرية عام 1974 بعد ثلاث سنوات من حصول قطر على استقلالها من المملكة المتحدة. وفي البداية كانت مجهزة بطائرات هوكر هنتر وخلال 1980 - 1984 استلمت القوات الجوية 14 طائرة مقاتلة من طراز ميراج إف1 من فرنسا واستلمت عام 1984 8 طائرات عمودية من طراز كوماندو من المملكة المتحدة. وفي أغسطس 1994 وقعت قطر ميثاقًا دفاعيًّا مع فرنسا تستلم بموجبه 12 طائرة مقاتلة من طراز ميراج 2000 وسُلمت خلال 1997 - 2000 وفي أواخر التسعينات بيع عدد من طائرات ميراج إف1 لإسبانيا. ويبلغ عدد العاملين في القوات الجوية الأميرية القطرية 1.500 والقائد الحالي للقوات الجوية الأميرية القطرية اللواء الركن طيار سالم حمد عقيل النابت المري. وتمتلك دولة قطر كلية عسكرية وهي الكلية الأولى في المنطقة الحاصلة على شهادة نظام الجودة ISO 9001 وهي كلية الزعيم محمد بن عبد الله العطية الجوية.

## القواعد الجوية
- قاعدة العديد الجوية.

## أسطول الطائرات

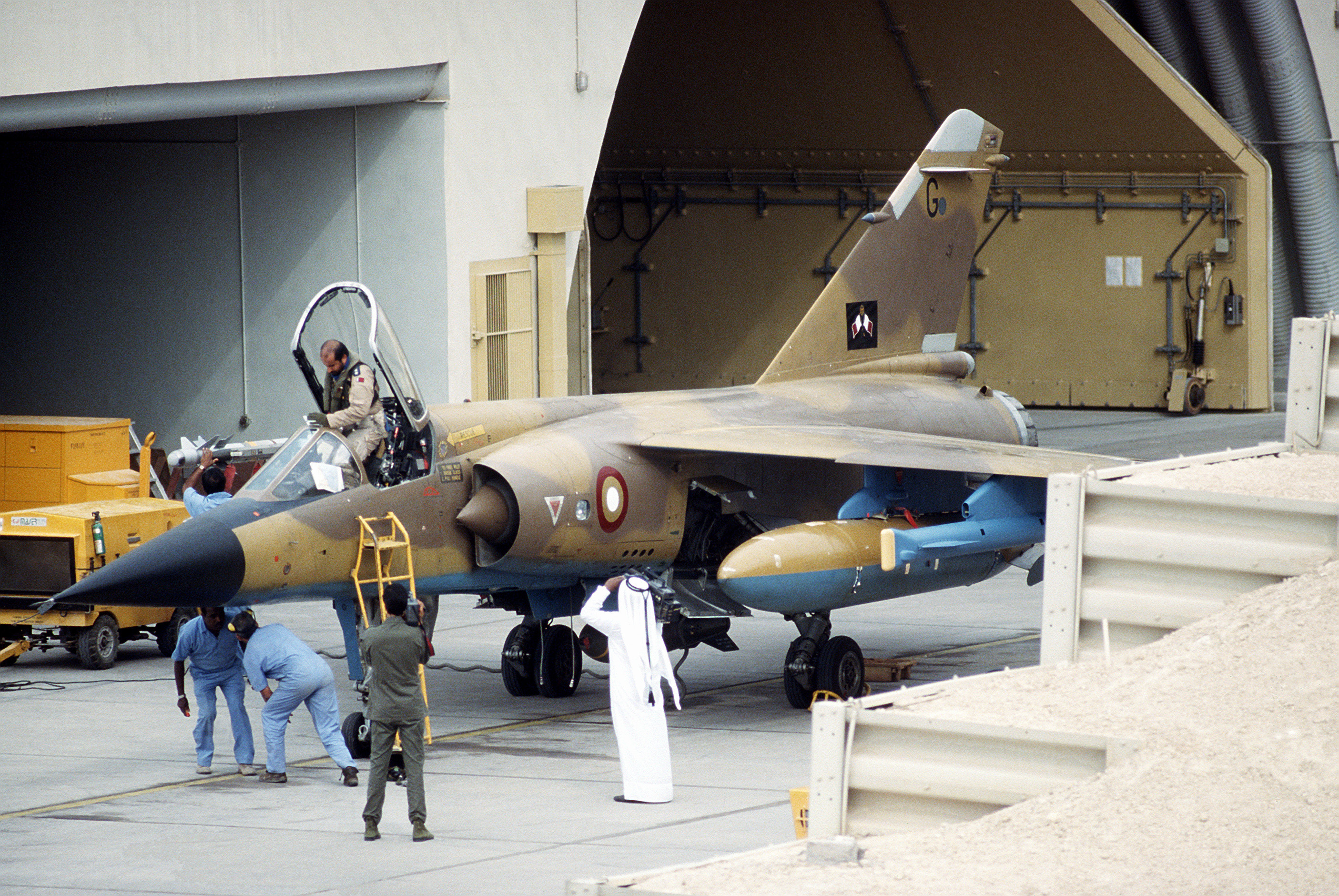
مقاتلة قطرية من طراز ميراج إف1

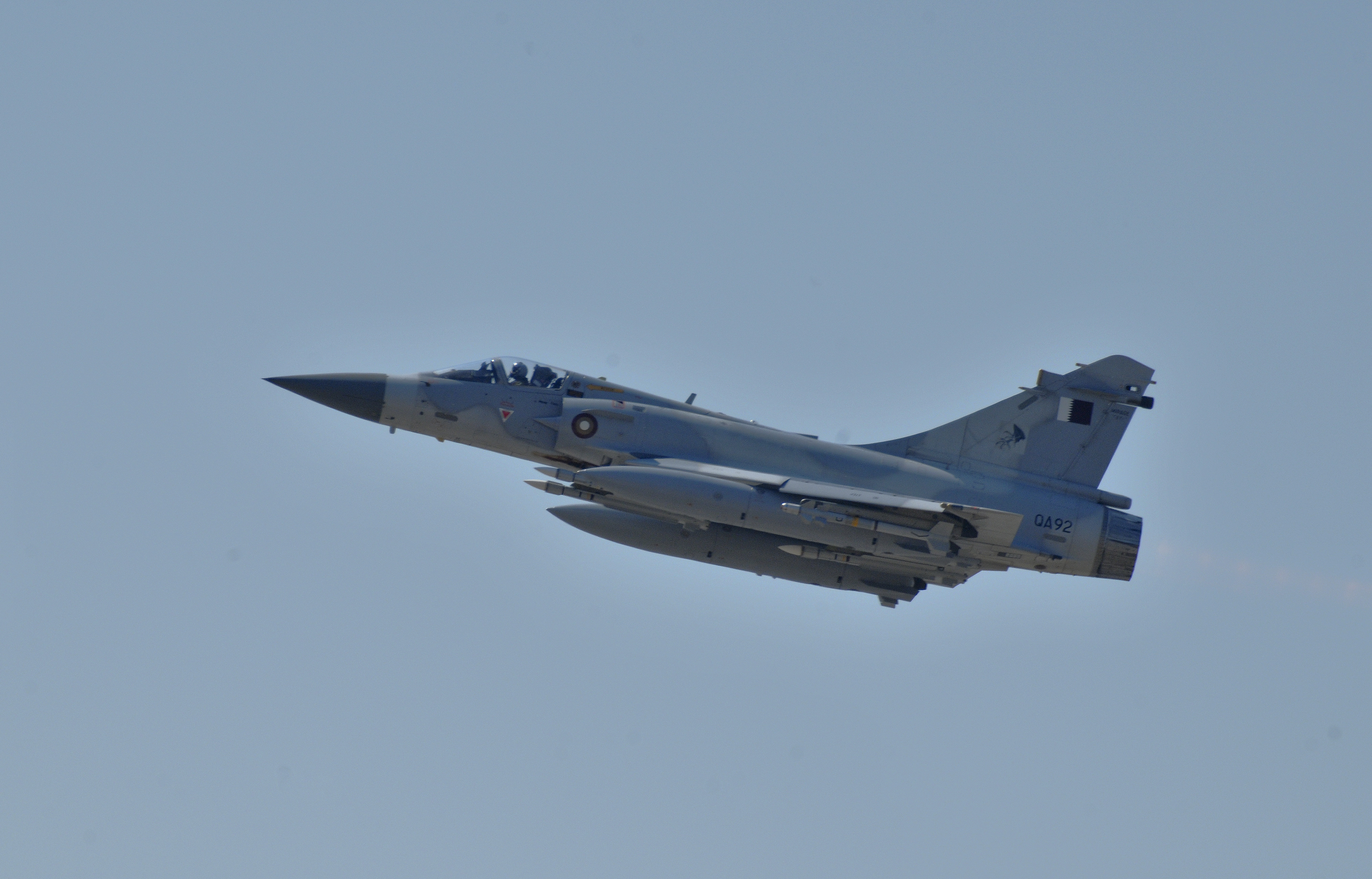

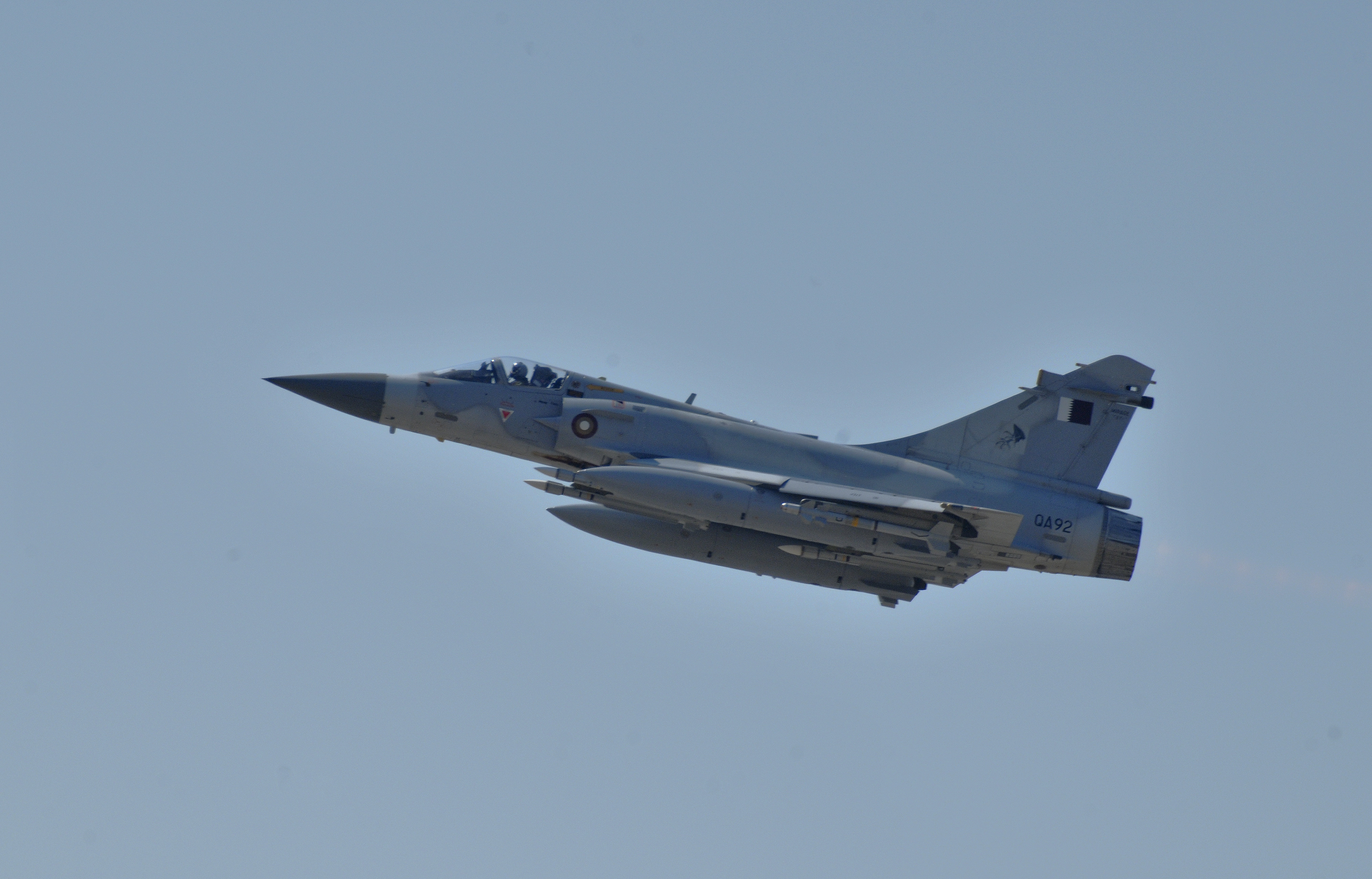
مقاتلة قطرية من طراز ميراج 5-2000 محلقة فوق ليبيا اثناء التدخل العسكري في ليبيا

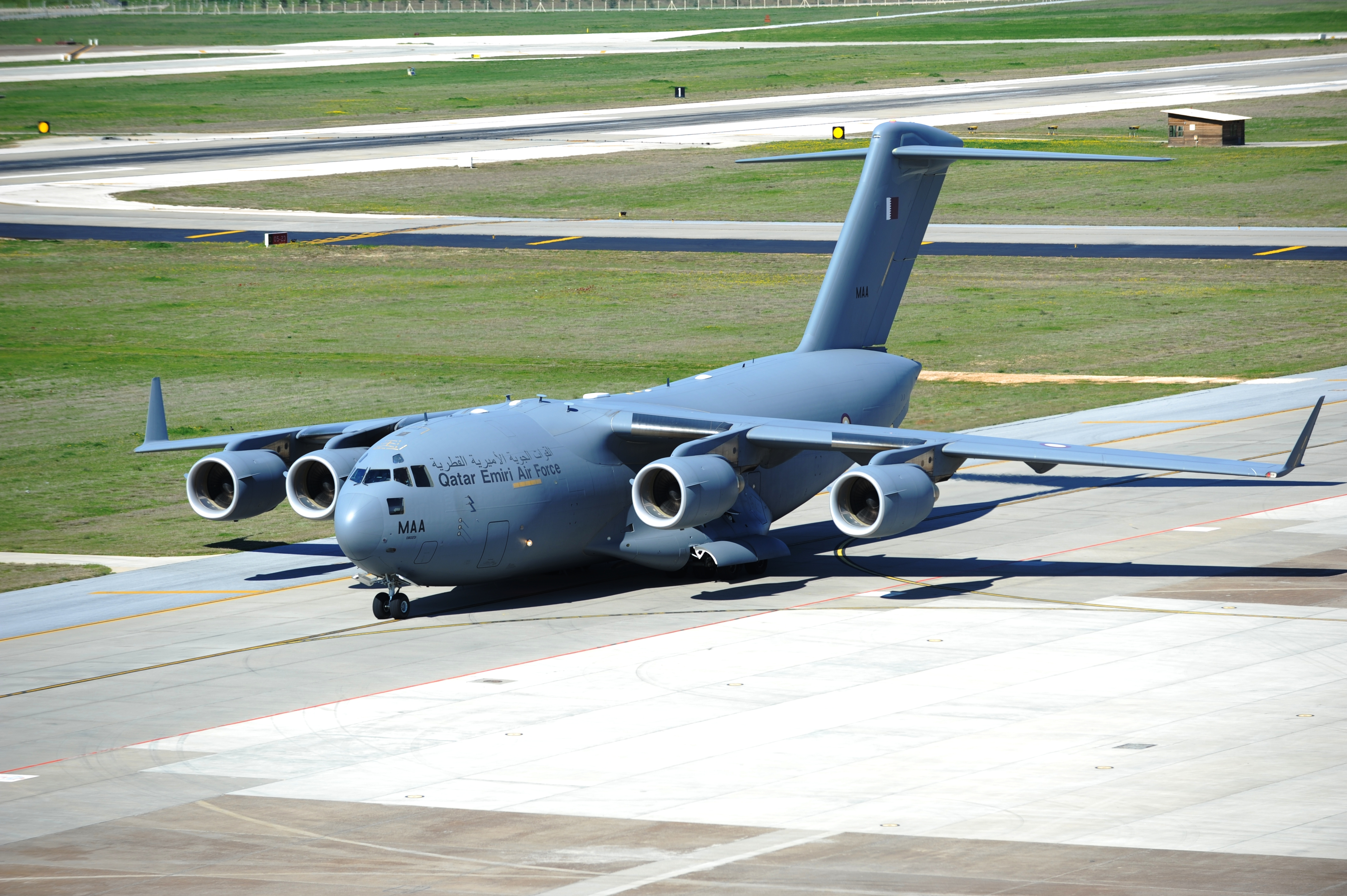

| الاسم                      | البلد المنتج      | الدور الأساسي        | الطراز            | في الخدمة         | صورة              | ملاحظات           |
| الطائرات المقاتلة          | الطائرات المقاتلة | الطائرات المقاتلة    | الطائرات المقاتلة | الطائرات المقاتلة | الطائرات المقاتلة | الطائرات المقاتلة |
| -------------------------- | ----------------- | -------------------- | ----------------- | ----------------- | ----------------- | ----------------- |
| ميراج 2000                 | فرنسا             | مقاتلة متعددة المهام | 2000-5 EDA        | 9                 |                   |                   |
| ميراج 2000                 | فرنسا             | مقاتلة متعددة المهام | 2000-5 DDA        | 3                 |                   |                   |
| طائرات التدريب             |                   |                      |                   |                   |                   |                   |
| ألفا جت                    | فرنسا             | طائرة تدريب متقدمة   | E                 | 6                 |                   |                   |
| طائرات النقل               |                   |                      |                   |                   |                   |                   |
| إيرباص إيه 340             | فرنسا             | نقل ركاب             |                   | 1                 |                   |                   |
| بوينغ 707                  | الولايات المتحدة  | نقل ركاب             |                   | 2                 |                   |                   |
| بوينغ 727                  | الولايات المتحدة  | نقل ركاب             |                   | 1                 |                   |                   |
| داسو فالكون 900            | فرنسا             | نقل ركاب             |                   | 2                 |                   |                   |
| بوينغ سي-17 غلوب ماستر 3   | الولايات المتحدة  | نقل ثقيل             |                   | 2                 |                   |                   |
| المروحيات                  |                   |                      |                   |                   |                   |                   |
| إيروسباسيال غازيل          | فرنسا             | هجومية               | sa 342L           | 2                 |                   |                   |
| إيروسباسيال غازيل          | فرنسا             | هجومية               | sa 3421           | 11                |                   |                   |
| كوماندو                    | المملكة المتحدة   | هجومية               | MK3               | 8                 |                   |                   |
| كوماندو                    | المملكة المتحدة   | نقل                  | MK2A              | 3                 |                   |                   |
| كوماندو                    | المملكة المتحدة   | نقل                  | MK2C              | 1                 |                   |                   |
| أغستاوستلاند إيه دبليو 139 | إيطاليا           | متعددة المهام        |                   | 39                |                   |                   |